# Presidential Reunion
Pour plus de détails, voir Fiche technique et Distribution.
Presidential Reunion est un court métrage americain réalisé par Ron Howard et Jake Szymanski, de 2010.

## Synopsis
Tous les présidents américains depuis 1974 discutent avec Barack Obama pour résoudre la crise économique et l'attitude face aux banques. Quatre mois après le sketch, Obama fit adopter la loi régulant les banques et la consommation, la Dodd–Frank Wall Street Reform and Consumer Protection Act.
Le sketch dépeint les présidents de façon satirique et utilise de nombreuses références passées : Bill Clinton amateur de cigare et de sous-entendu féminin, George W. Bush à la solde de Dick Cheney, l'accent de Bush Père dont l'augmentation d'impôts lui porta préjudice, Jimmy Carter qui bricole, le fantôme de Ronald Reagan, très populaire, avec des phrases marquantes (There you go again (en)) et Gerald Ford qui chute.

## Fiche technique
- Titre : Presidential Reunion
- Réalisation : Ron Howard et Jake Szymanski
- Scénario : Tom Gammill, Dan Greaney, Al Jean, Adam McKay, Michael Price et Max Pross
- Producteurs : Mike Farah et Jake Szymanski[1]
- Producteurs exécutifs : Will Ferrell[1], Chris Henchy[1] et Adam McKay[1]
- Directeur de la photographie : Antonio Scarlata
- Montage : Justin Donaldson et Bradly Schulz
- Création des décors : Katie Byron, Rachael Ferrara et Alexi Gomez
- Création des costumes : Janicza Bravo
- Pays d'origine :  États-Unis
- Sociétés de production : Funny or Die et Funnyordie.com
- Genre : Comédie
- Durée : 6 minutes
- Date de sortie : le 3 mars 2010 sur une chaîne américaine

## Distribution
À l'exception de Jim Carrey, tous les acteurs ont interprété les présidents associés lors des sketchs au Saturday Night Live.
- Will Ferrell : George W. Bush
- Jim Carrey : Ronald Reagan
- Dana Carvey : George H. W. Bush
- Chevy Chase : Gerald Ford
- Dan Aykroyd : Jimmy Carter
- Darrell Hammond : Bill Clinton
- Fred Armisen : Barack Obama
- Maya Rudolph : Michelle Obama